# Jacques-Louis Copia
Pour les articles homonymes, voir Roger.

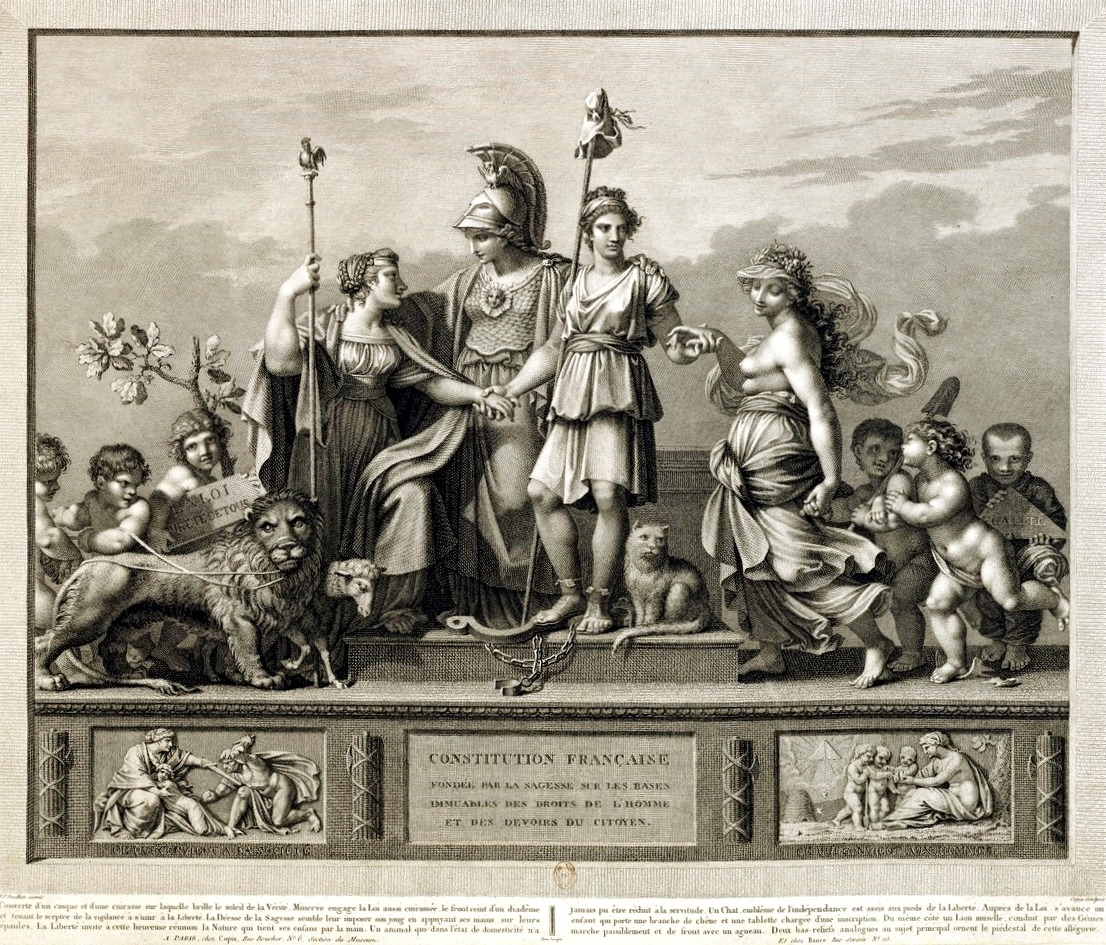
La Constitution française gravée par J-L Copia d'après Pierre-Paul Prud'hon.

Jacques-Louis Copia, né en 1764 à Landau, en Allemagne et mort le 2 mars 1799 à Paris, est un artiste peintre, dessinateur, graveur, lithographe et illustrateur français.

## Biographie
Jacques-Louis Copia naquit à Landau, pendant la période durant laquelle cette ville fut française. Il était parfaitement bilingue français/allemand et travailla comme illustrateur pour des éditeurs allemands. Il se spécialisa dans la gravure à l'eau-forte et au pointillé.
En 1793, Jacques-Louis Copia s'installa à la rue Boucher à Paris, et se fit connaître en gravant le portrait de Marat mort, d'après l'œuvre de Jacques-Louis David.
Il travailla principalement avec le peintre Pierre-Paul Prud'hon pour lequel son nom est souvent associé. Il grava un grand nombre d'œuvres de ce peintre et de bien d'autres, comme Jean-Baptiste Mallet, Louis Marie Sicard, François Devosge et François-André Vincent.

## Œuvres d'après Prud'hon
Quelques œuvres de Prud'hon gravées par Jacques-Louis Copia :
- La Constitution française ;
- Égalité et loi deux petits bas-reliefs de la composition précédente ;
- La Liberté ;
- La vengeance de Cérès ;
- L'amour apporté à la vie ;
- Aime rire des larmes qu'il a fait couler, pendant du précédent ;
- En Jouir, une illustration de l'art d'aimer du poète Gentil-Bernard, édition de Didot, 1797 ;
- Le premier baiser d'amour et quatre autres illustrations de Julie ou la Nouvelle Héloïse de Jean-Jacques Rousseau, édition Bossange, 1808 ;
- Le cruel rit des pleurs qu'il fait verser, gravure sur papier, 24 x 32 cm, Gray, musée Baron-Martin ;
- L'amour réduit à la raison, 1793, gravure sur papier, 24 x 32 cm, Gray, musée Baron-Martin ;
- La vengeance de Cères (4e État), gravure sur papier, 26 x 32 cm, Gray, musée Baron-Martin ;
- La Liberté (ou la République), gravure sur papier, 15 x 98 cm, Gray, musée Baron-Martin ;
- Constitution française fondée par la sagesse sur les bases immuables des droits de l'homme et des devoirs du citoyen, gravure sur papier, 40 x 50 cm, Gray, musée Baron-Martin ;
- L'égalité, gravure sur papier, 6 x 12 cm, Gray, musée Baron-Martin ;
- La loi, gravure sur papier, 6 x 12 cm, Gray, musée Baron-Martin ;
- L'art d'aimer : "en jouir", 1794, gravure de bistre, 21 x 14 cm, Gray, musée Baron-Martin ;
- L'art d'aimer, 1794, gravure sur papier, 20 x 14 cm, Gray, musée Baron-Martin ;
- Le premier baiser de l'amour, gravure sur papier, 12 x 8 cm, Gray, musée Baron-Martin ;
- "Je ne me bats point contre un insensé", gravure sur papier, 12 x 8 cm, Gray, musée Baron-Martin ;
- "Il appliqua sur sa main malade des baisers de feu", gravure sur papier, 12 x 8 cm, Gray, musée Baron-Martin ;
- "Ma fille respecte les cheveux blancs de ton malheureux père", gravure sur papier, 12 x 8 cm, Gray, musée Baron-Martin.
- Un ensemble d'estampes d'après Prud'hon au musée de Grenoble

## Gravures de Copia

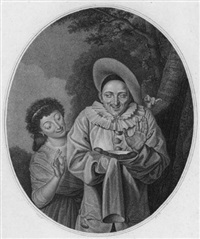
Scène galante d'après Louis Marie Sicard
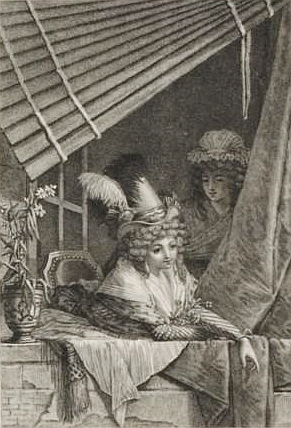
Par ici...prostituées parisiennes d'après Jean-Baptiste Mallet
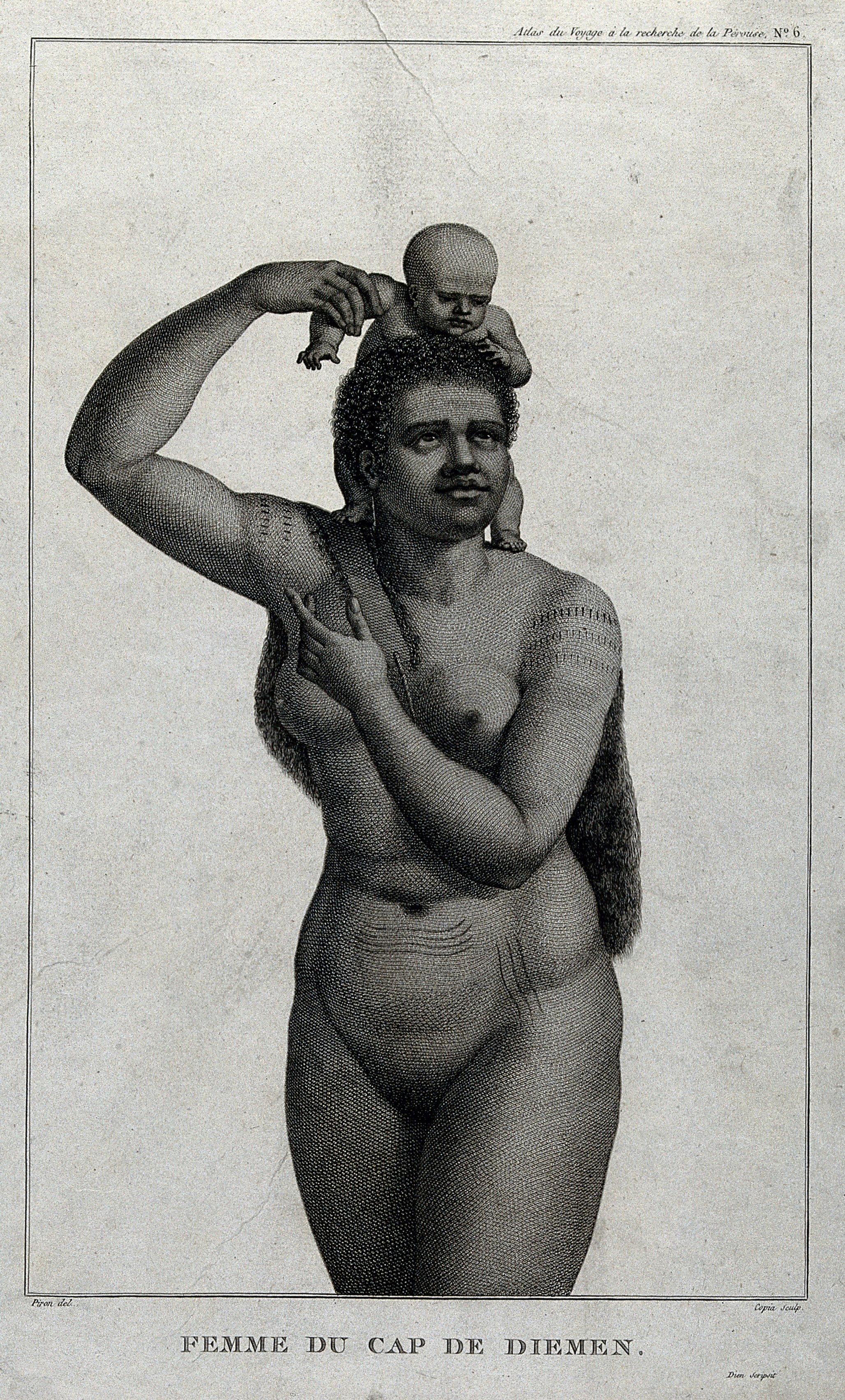
Aborigène Maori de Nouvelle-Zélande